# Koncert Wojskiego (ilustracja Stanisława Masłowskiego)
Koncert Wojskiego – ilustracja do IV księgi „Pana Tadeusza” Adama Mickiewicza – obraz – (?) akwarela, polskiego malarza Stanisława Masłowskiego (1853–1926) z 1905 roku, sygnowany: „ST. MASŁOWSKI.”

## Opis
Obraz „Koncert Wojskiego” – to ilustracja do IV księgi „Pana Tadeusza” Adama Mickiewicza malowana prawdopodobnie techniką akwarelową. Wymiary oryginału nie są znane, wymiary reprodukcji w cytowanym jubileuszowym wydaniu Pana Tadeusza umieszczonej między stronami numerowanymi 80 i 81 – to 11 × 9 cm. Brak informacji o miejscu przechowywania oryginału. Mógł być zniszczony podczas działań wojennych I lub II wojny światowej, albo w czasie okupacji niemieckiej 1939–1945. Niniejszy obraz – to myśliwska scena rodzajowa na tle pejzażu leśnego sygnowana u dołu po lewej: „ST. MASŁOWSKI.” – Przedstawia fantazyjnie, swobodnie namalowany, imaginacyjny widok nawiązujący do następujących tekstów z mickiewiczowskiego „Pana Tadeusza”: „Natenczas Wojski chwycił na taśmie przypięty swój róg bawoli, długi centkowany, kręty! [...] Tu przerwał, lecz róg trzymał, wszystkim się zdawało. że Wojski wciąż gra jeszcze, a to echo grało.” [...] W centralnym miejscu ukazanej sceny artysta umieścił postać tytułowego bohatera omawianego obrazu. Natomiast u dołu, po prawej dostrzegalne są: sylwetka psa i ciało ubitego zwierzęcia (niedźwiedzia).

## Dane uzupełniające
Obraz powstał na przełomie XIX i XX stuleci, jako dzieło pięćdziesięcioletniego artysty, w latach jego dojrzałej, choć wciąż nader dynamicznie rozwijającej się twórczości. Pochodzi on z lat jej szybkich zmian – z okresu „burzy i fermentu” – to jest przejścia (jak to określił syn malarza – historyk sztuki) przez impresjonizm, kiedy to jego obraz „Rynek w Kazimierzu” na Wystawie Światowej w Paryżu (w 1900) został odznaczony medalem, lecz wkrótce porzucenia impresjonizmu – w poszukiwaniu własnej indywidualnej formy.
W latach 1905–1907 Masłowski pracował w swej warszawskiej pracowni (przy ulicy Mokotowskiej 37 m.18) i eksperymentując robił między innymi ilustracje do specjalnego wydania „Pana Tadeusza”. Zdaniem syna artysty – historyka sztuki – Macieja Masłowskiego, seria ilustracji do Pana Tadeusza była jedną z innowacji twórczych wspomnianego okresu. Była to dla malarza praca „zupełnie nowa, nie miał przecież praktyki ani techniki ilustratora. Dlatego też może unikał szablonu zdobniczego secesyjno-linearno-stylizacyjnego lub naturalistycznego. Są to wszystko groteskowe nieco kompozycje figuralne machane bardzo na gorąco; nierówne i nie zawsze trafione, ale świeże i bezpośrednie, robione z ogromnym humorem i werwą. Panuje w nich podobnie jak w akwarelach z 1904 roku, zmysł syntezy i duch uproszczeń, konstruktywna gra kontrastów, śmiałość określania kształtów jednym pociągnięciem pędzla, malowniczość i swoboda układu, uderza rytm czarno-białych akcentów. Plama różnicowana w swoim natężeniu, w swojej ‘materii malarskiej’ buduje formę.” [...] Kończąc swe uwagi wymieniony autor pisał: [...] „Wyobraźmy sobie te wibrujące kontrastem i plamą rysunki wypiłowane i wykończone naturalistycznie, te machane figury wykończone na serio, na smutno, na poważnie, bez humoru i groteski – byłoby to straszne i sprzeczne z duchem 'Pana Tadeusza'”

## Literatura
- Adam Mickiewicz: Pan Tadeusz, Wydanie na pamiątkę pięćdziesiątej rocznicy zgonu wieszcza, Wydawnictwo „Rozwój”, Łódź, [1906].
- Małgorzata Komza: Mickiewicz ilustrowany, Wrocław 1987, wyd. „Ossolineum”
- Stanisław Masłowski – Materiały do życiorysu i twórczości, oprac. Maciej Masłowski”, Wrocław, 1957, wyd. „Ossolineum”.
- Masłowski Stanisław (1853–1926) – hasło w: Polski Słownik Biograficzny, Wrocław – Warszawa – Kraków – Gdańsk, 1975, wyd. „Ossolineum”, tom XX/1, zesz. 84, s. 130.
- Stanisław Masłowski – Akwarele – 12 reprodukcji barwnych”, Warszawa 1956, ze wstępem Macieja Masłowskiego, wyd. „Sztuka”.